# والتر ایگن
والتر ایگن (انگلیسی: Walter Egan; ۲ ژوئن ۱۸۸۱ – ۱۲ سپتامبر ۱۹۷۱) گلف‌باز اهل ایالات متحده آمریکا بود.